# Hololive Production
Hololive Production (яп. ホロライブプロダクション, Гололайв Продакшен або Хололайв Продакшен)  — це агентство віртуальних ютуберів, належить японській технологічній компанії Cover Corporation. Агенція діє як багатоканальна мережа і займається мерчандайзингом, зокрема створенням музики та організацією концертів. Станом на лютий 2023, агенція налічує 75 талантів, серед яких є одні з найпопулярніших Вітуберів на Ютубі. Вони створюють контент японською, англійською, індонезійською мовами і загалом мають понад 50 мільйонів підписників.
Назва «Hololive» спочатку використовувалась у грудні 2017 для додатку від Cover Corporation, який давав можливість приміряти на себе 3D аватар з відстеженням рухів. Пізніше назва перейшла до жіночого агентства Вітуберів, перше покоління якого дебютувало з травня по червень 2018. У грудні 2019 Hololive було об'єднано з чоловічим агентством Holostars та музикальним лейблом INoNaKa music під спільним брендом «Hololive Production».

## Таланти
Нижче представлені всі активні та минулі таланти агентства. Поколінням (Generation) називають групу Вітуберів, які дебютують разом. Агентство також включає Вітуберку Харусакі Нодоку (яп. 春先のどか)., яка не має власного каналу, а працює як частина персоналу Hololive, проводячи стріми на офіційному каналі компанії.

### Hololive
Нульове покоління
- Токіно Сора [яп] (англ. Tokino Sora, яп. ときのそら)
- Робоко-сан [яп] (англ. Roboco-san, яп. ロボ子さん)
- Сакура Міко [яп] (англ. Sakura Miko, яп. さくらみこ)
- Хошімачі Суйсей [яп] (англ. Hoshimachi Suisei, яп. 星街すいせい)
- Адзукі (англ. AZKi, яп. アズキ) (в минулому була виконавицею в INNK Music)

Перше покоління
- Акі Розенталь [яп] (англ. Aki Rosenthal, яп. アキ・ローゼンタール)
- Акаї Хаато [яп] (англ. Akai Haato, яп. 赤井はあと)
- Шіракамі Фубукі [яп] (англ. Shirakami Fubuki, яп. 白上フブキ)
- Нацуїро Мацурі [яп] (англ. Natsuiro Matsuri, яп. 夏色まつり)

Друге покоління
- Накірі Аяме [яп] (англ. Nakiri Ayame, яп. 百鬼あやめ)
- Юдзукі Чьоко [яп] (англ. Yuzuki Choco, яп. 癒月ちょこ)
- Оодзора Субару [яп] (англ. Oozora Subaru, яп. 大空スバル)

Hololive GAMERS
- Шіракамі Фубукі [яп] (англ. Shirakami Fubuki, яп. 白上フブキ)
- Оокамі Міо [яп] (англ. Ookami Mio, яп. 大神ミオ)
- Некомата Окаю [яп] (англ. Nekomata Okayu, яп. 猫又おかゆ)
- Інугамі Короне [яп] (англ. Inugami Korone, яп. 戌神ころね)

Третє покоління (Hololive Fantasy)
- Усада Пекора [яп] (англ. Usada Pekora, яп. 兎田ぺこら)
- Шірануї Флер [яп] (англ. Shiranui Flare, яп. 不知火フレア)
- Шіроґане Ноель [яп] (англ. Shirogane Noel, яп. 白銀ノエル)
- Хошьо Марін [яп] (англ. Houshou Marine, яп. 宝鐘マリン)

Четверте покоління (holoForce)
- Амане Каната [яп] (англ. Amane Kanata, яп. 天音かなた)
- Цуномакі Ватаме [яп] (англ. Tsunomaki Watame, яп. 角巻わため)
- Токоямі Това [яп] (англ. Tokoyami Towa, яп. 常闇トワ)
- Хімеморі Луна [яп] (англ. Himemori Luna, яп. 姫森ルーナ)

П'яте покоління (NePoLaBo)
- Юкіхана Ламі [яп] (англ. Yukihana Lamy, яп. 雪花ラミィ)
- Момосудзу Нене [яп] (англ. Momosuzu Nene, яп. 桃鈴ねね)
- Шішіро Ботан [яп] (англ. Shishiro Botan, яп. 獅白ぼたん)
- Омару Полька [яп] (англ. Omaru Polka, яп. 尾丸ポルカ)

Шосте покоління (Secret Society holoX)
- Лаплас Даркнессс [яп] (англ. La+ Darknesss, яп. ラプラス・ダークネス)
- Такане Луї [яп] (англ. Takane Lui, яп. 鷹嶺ルイ)
- Хакуї Койорі [яп] (англ. Hakui Koyori, яп. 博衣こより)
- Сакамата Хлоя (афілійована) [яп] (англ. Sakamata Chloe, яп. 沙花叉クロヱ)
- Кадзама Іроха [яп] (англ. Kazama Iroha, яп. 風真いろは)

### Hololive Indonesia
Перше покоління (AREA 15)
- Аюнда Рісу (англ. Ayunda Risu, яп. アユンダ・リス)
- Муна Хошінова (англ. Moona Hoshinova, яп. ムーナ・ホシノヴァ)
- Айрані Іофіфтін (англ. Airani Iofifteen, яп. アイラニ・イオフイフティーン)

Друге покоління (holoro)
- Курейджі Оллі (англ. Kureiji Ollie, яп. クレイジー・オリー)
- Аня Мелфісса (англ. Anya Melfissa, яп. アーニャ・メルフィッサ)
- Паволія Рейне (англ. Pavolia Rein, яп. パヴォリア・レイネ)

Третє покоління (holoh3ro)
- Вестія Зета (англ. Vestia Zeta, яп. ベスティア・ゼータ)
- Каела Ковальскіа (англ. Kaela Kovalskia, яп. カエラ・コヴァルスキア)
- Кобо Канаеру (англ. Kobo Kanaeru, яп. こぼ・かなえる)

### Hololive English
Myth
- Морі Калліопе [яп] (англ. Mori Calliope, яп. 森カリオペ)
- Таканаші Кіара [яп] (англ. Takanashi Kiara, яп. 小鳥遊キアラ)
- Ніномае Іна'ніс [яп] (англ. Ninomae Ina'nis, яп. 一伊那尓栖)
- Вотсон Амелія (афілійована)[3][4] [яп] (англ. Watson Amelia, яп. ワトソン・アメリア)

Promise
- Айріс (англ. IRyS, яп. アイリス)
- Оро Кроніі (англ. Ouro Kronii, яп. オーロ・クロニー)
- Хакос Бейлз (англ. Hakos Baelz, яп. ハコス・ベールズ)

Advent
- Шіорі Новелла (англ. Shiori Novella, яп. シオリ・ノヴェラ)
- Косекі Біджю (англ. Koseki Bijou, яп. 古石ビジュー)
- Нерісса Рейвенкрофт (англ. Nerissa Ravencroft, яп. ネリッサ・レイヴンクロフト)
- Фувава Абіссґард (англ. Fuwawa Abyssgard, яп. フワワ・アビスガード)
- Мококо Абіссґард (англ. Mococo Abyssgard, яп. モココ・アビスガード)

Justice
- Елізабет Роуз Бладфлейм (англ. Elizabeth Rose Bloodflame, яп. エリザベス・ローズ・ブラッドフレイム)
- Джіджі Мурін (англ. Gigi Murin, яп. ジジ・ムリン)
- Сесілія Іммерґрін (англ. Cecilia Immergreen, яп. セシリア・イマーグリーン)
- Раора Пантера (англ. Raora Panthera, яп. ラオーラ・パンテーラ)

### Hololive DEV_IS
ReGLOSS
- Хіодоші Ао (англ. Hidoshi Ao, яп. 火威青)
- Отоносе Канаде (англ. Otonose Kanade, яп. 音乃瀬奏)
- Ічіджьо Ріріка (англ. Ichijou Ririka, яп. 一条莉々華)
- Джюфутей Раден (англ. Juufuutei Raden, яп. 儒烏風亭らでん)
- Тодорокі Хаджіме (англ. Todoroki Hajime, яп. 轟はじめ)

FLOW GLOW
- Ісакі Ріона (англ. Isaki Riona, яп. 響咲リオナ)
- Коґанеї Ніко (англ. Koganei Niko, яп. 虎金妃笑虎)
- Мідзумія Су (англ. Mizumiya Su, яп. 水宮枢)
- Ріндо Чіхая (англ. Rindo Chihaya, яп. 輪堂千速)
- Кікірара Віві (англ. Kikirara Vivi, яп. 綺々羅々ヴィヴィ)

### Перше покоління
- Ханасакі Міябі (англ. Hanasaki Miyabi, яп. 花咲みやび)
- Канаде Ідзуру (англ. Kanade Izuru, яп. 奏手イヅル)
- Арурандіс (англ. Arurandeisu, яп. アルランディス)
- Рікка (англ. Rikka, яп. 律可)

Друге покоління (SunTempo)
- Астел Леда (англ. Astel Leda, яп. アステル・レダ)
- Кішідо Тенма (англ. Kishido Temma, яп. 岸堂天真)
- Юкоку Роберу (англ. Yukoku Roberu, яп. 夕刻ロベル)

Третє покоління (MaFia)
- Каґеяма Шіен (англ. Kageyama Shien, яп. 影山シエン)
- Араґамі Оґа (англ. Aragami Oga, яп. 荒咬オウガ)

UPROAR!!
- Ятоґамі Фума (англ. Yatogami Fuma, яп. 夜十神封魔)
- Уцуґі Ую (англ. Utsugi Uyu, яп. 羽継烏有)
- Мінасе Ріо (англ. Minase Rio, яп. 水無世燐央)

### Holostars English
TEMPUS
Headquarters
- Реґіс Альтер (англ. Regis Altare, яп. リージス・アルテア)
- Аксель Сіріос (англ. Axel Syrios, яп. アクセル・シリオス)

Vanguard
- Ґавіс Беттел (англ. Gavis Bettel, яп. ガビス・ベッテル)
- Макіна Екс Флейон (англ. Machina X Flayon, яп. マキナ・X・フレオン)
- Бандзоін Хакка (англ. Banzoin Hakka, яп. 万象院ハッカ)
- Джьосуіджі Шінрі (англ. Josuiji Shinri, яп. 定水寺シンリ)

ARMIS
- Джурард Ті Рексфорд (англ. Jurard T Rexford, яп. ジュラルド・ティー・レクスフォード)
- Ґолдбуллет (англ. Goldbullet, яп. ゴールドブレット)
- Октавіо (англ. Octavio, яп. オクタビオ)
- Крімзон Руз (англ. Crimzon Ruze, яп. クリムゾン・ルーズ)

### Минулі таланти
Hololive
- Хітомі Кріс (англ. Hitomi Chris, яп. 人見クリス)
- Уруха Рушіа [яп] (англ. Uruha Rushia, яп. 潤羽るしあ)
- Кірю Коко [яп] (англ. Kiryu Coco, яп. 桐生ココ)
- Мано Алое (англ. Mano Aloe, яп. 魔乃アロエ)
- Йодзора Мел [яп] (англ. Yozora Mel, яп. 夜空メル)
- Юджін А (яп. 友人A, , Friend A, відома як А-чян)
- Мінато Аква [яп] (англ. Minato Aqua, яп. 湊あくあ)
- Мурасакі Шіон [яп] (англ. Murasaki Shion, яп. 紫咲シオン)

Holostars
- Кагамі Кіра (англ. Kagami Kira, яп. 鏡見キラ)
- Якушіджі Судзаку (англ. Yakushiji Suzaku, яп. 薬師寺朱雀)
- Цукішіта Каору (англ. Tsukishita Kaoru, яп. 月下カオル)
- Хідзакі Ґамма (англ. Hizaki Gamma, яп. 緋崎ガンマ)

Hololive English
- Цукумо Сана (англ. Tsukumo Sana, яп. 九十九佐命)
- Церес Фауна (англ. Ceres Fauna, яп. セレス・ファウナ)
- Ґавр Ґура (англ. Gawr Gura, яп. がうる・ぐら)
- Нанаші Мумей (англ. Nanashi Mumei, яп. 七詩ムメイ)

Holostars English
- Маґні Дезмонд (англ. Magni Dezmond, яп. マグニ・デズモンド)
- Нуар Веспер (англ. Noir Vesper, яп. ノワール・ヴェスパー)

Hololive China
- Йогірі (англ. Yogiri, кит.: 夜霧)
- Цівіа (англ. Civia, кит.: 希薇娅)
- Спаде Ехо (англ. Spade Echo, кит.: 黑桃影)
- Доріс (англ. Doris, кит.: 朵莉丝)
- Розалін (англ. Rosalyn, кит.: 罗莎琳)
- Артіа (англ. Artia, кит.: 阿媂娅)

## Музика
До музичної творчості талантів агентства належать як оригінальні пісні, так і кавери на відомі японські та світові хіти, зокрема від вокалоїдів, концерти та караоке-стріми, на яких вживу виконуються пісні під час трансляції на YouTube. Оригінальні пісні та альбоми зазвичай в реліз на музичних сервісах та фізичних носіях під егідою Cover Corp. Основними жанрами музики є J-pop, J-Rock та EDM. Список усіх пісень доступний для прослуховування у офіційних плейлистах для Hololive та Holostars на музичному сервісі Spotify.
Кавери доступні у фанатському плейлисті на YouTube.
Усі таланти є учасницями групи «hololive IDOL PROJECT», у складі якої вони випускають сумісні пісні, альбоми та виступають на концертах. 21 квітня 2021 року вийшов дебютний альбом під назвою «Bouquet», до якого увійшли реанжировані сингли, що вийшли раніше. 7 травня того ж року вийшов альбом-ремікс «Bouquet (Midnight ver.)» у стилі Lofi hip hop.
1 грудня 2022 року було анонсовано нову групу holo*27 у співробітництві з відомим вокалоїд продюсером DECO*27, до якої увійдуть таланти Hololive усіх трьох гілок: JP, ID та EN. На 15 березня 2023 року анонсовано реліз перших двох альбомів з оригінальними піснями та каверами на японському лейблі VIA/TOY'S FACTORY.
Також, існують окремі юніти всередині агентства, які поєднують декілька талантів та активно розвиваються сольні проекти вітуберів, які налічують безліч синглів та декілька повноцінних альбомів. Деякі з вітуберів вже мають контракти з музичними мейджор лейблами.

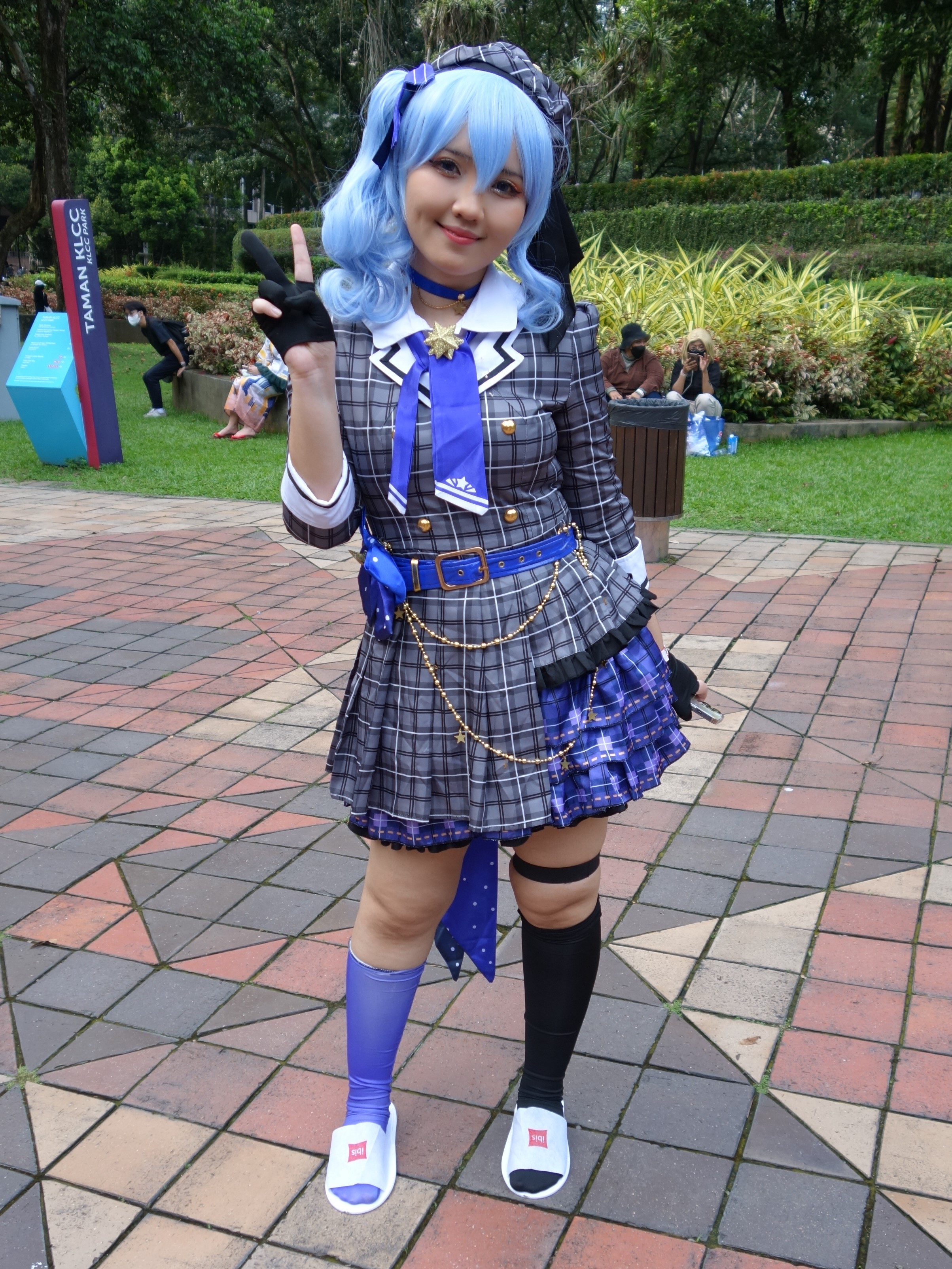
Хошімачі Суйсей на Comic Fiesta 2022

Так 4 квітня 2022 року Морі Калліопе на 3D концерті до свого дня народження повідомила, що підписала контракт з Universal Music Group і 19 липня виходить перший EP на мейджор лейблі — «Shinigami Note». Одночасно з цим було випущено перший сингл «CapSule» разом з Хошімачі Суйсей та DECO*27. 11 жовтня 2022 було анонсовано дебютний мейджор альбом «Sinderella». Альбом вийшов 15 грудня, на день раніше анонсованого 16 числа.
Ще одним талантом, підписаним на мейджор лейбл є Хошімачі Суйсей у складі групи Midnight Grand Orchestra, сформованої разом з продюсером Таку Іно (англ. Inoue Taku, яп. 井上拓) на лейблі VIA/TOY'S FACTORY, анонсованої 31 березня 2022 року. Реліз першого альбому «Overture» відбувся 27 липня 2022.
Також, у 2023 році Суйсей стала першим у світі вітубером, виступившим на японському онлайн шоу THE FIRST TAKE [англ], на якому запрошеним артистам дається лише один шанс для виконання своєї пісні. Станом на 18 лютого 2023 її виконання пісень «Stellar Stellar» та «みちづれ (Michizure)» набрали 9,3 та 4,8 мільйонів переглядів відповідно.
На додачу до всього вищеназваного, існує проєкт «hololive music studio», в рамках якого виходять альбоми-компіляції реміксів у різних жанрах.